# Cungrea
Cungrea è un comune della Romania di 2,425 abitanti, ubicato nel distretto di Olt, nella regione storica della Muntenia. 
Il comune è formato dall'unione di 7 villaggi: Cepești, Cungrea, Ibănești, Miești, Oteștii de Jos, Oteștii de Sus, Spătaru.